# Innocent Emeghara
Innocent Emeghara (født 27 maj 1989 i Lagos, Nigeria) er en Schweizisk fodboldspiller, der til dagligt spiller for Ermis Aradippou FC i den bedste cypriotiske række. Han har tidligere optrådt for Grasshoppers og tidligere Serie A klubber, Livorno og Siena.